# 미드웨스트 농구 리그
미드웨스트 농구 리그(Midwest Basketball League, MBL)는 미국의 농구 리그이다. 야구의 마이너 리그와 같은 개념이다. (즉, NBA가 메이저 리그 개념이라는 뜻이다.)

## 현재 팀
| 디비전                   | 팀                  | 연고지              |
| 서부                     |                     |                     |
| ------------------------ | ------------------- | ------------------- |
| 서부                     | 시더 밸리 코트 킹스 | 아이오와주 워털루   |
| 서부                     | 시카고 퓨리         | 일리노이주 시카고   |
| 서부                     | 링컨 라이온즈       | 일리노이주 링컨     |
| 서부                     | 밀워키 스톰         | 위스콘신주 밀워키   |
| 서부                     | 미네소타 브롱코스   | 미네소타주 세인트폴 |
| 서부                     | 미네소타 레인저스   | 미네소타주 세인트폴 |
| 동부                     |                     |                     |
| 데이턴 에어 스트라이커스 | 오하이오주 데이턴   |                     |
| 해밀턴 히어로즈          | 오하이오주 해밀턴   |                     |
| 인디애나 드림            | 인디애나주 먼시     |                     |
| 인디애나 퓨리            | 인디애나주 포트웨인 |                     |
| 켄터키 플래시            | 켄터키주 루이빌     |                     |